# Аннополь (Емильчинский район)
Аннопо́ль (укр. Ганнопіль) — село на Украине, находится в Емильчинском районе Житомирской области.
Код КОАТУУ — 1821780301. Население по переписи 2001 года составляет 191 человек. Почтовый индекс — 11265. Телефонный код — 4149. Занимает площадь 0,916 км².

## Адрес местного совета
11265, Житомирская область, Емильчинский р-н, с.Аннополь, ул.Центральная, 23